# Contea di Duval (Texas)
La contea di Duval (in inglese Duval County) è una contea dello Stato del Texas, negli Stati Uniti. La popolazione al censimento del 2010 era di 11 782 abitanti. Il capoluogo di contea è San Diego. La contea è stata fondata nel 1858 ed in seguito organizzata nel 1876 Il suo nome deriva da Burr H. Duval, un soldato della guerra d'indipendenza del Texas, morto nel massacro di Goliad.

## Geografia fisica
| Anno | Popolazione | ±%     |
| ---- | ----------- | ------ |
| 1870 | 1,083       |        |
| 1880 | 5,732       | 429.3% |
| 1890 | 7,598       | 32.6%  |
| 1900 | 8,483       | 11.6%  |
| 1910 | 8,964       | 5.7%   |
| 1920 | 8,251       | −8.0%  |
| 1930 | 12,191      | 47.8%  |
| 1940 | 20,565      | 68.7%  |
| 1950 | 15,643      | −23.9% |
| 1960 | 13,398      | −14.4% |
| 1970 | 13,398      | −14.4% |
| 1980 | 12,517      | 6.8%   |
| 1990 | 12,918      | 3.2%   |
| 2000 | 13,120      | 1.6%   |
| 2010 | 11,782      | −10.2% |

Secondo l'Ufficio del censimento degli Stati Uniti d'America la contea ha un'area totale di 933 miglia quadrate (2420 km²), di cui 927 miglia quadrate (2400 km²) sono terra, mentre 5,6 miglia quadrate (15 km², corrispondenti allo 0,7% del territorio) sono costituiti dall'acqua.

### Strade principali
- U.S. Highway 59
- Interstate 69W (in costruzione)
- State Highway 16
- State Highway 44
- State Highway 285
- State Highway 339
- State Highway 359
- Farm to Market Road 716
- Farm to Market Road 1329
- Farm to Market Road 2295
- Farm to Market Road 3196

### Contee adiacenti
- McMullen County (nord)
- Live Oak County (nord-est)
- Jim Wells County (est)
- Brooks County (sud-est)
- Jim Hogg County (sud-ovest)
- Webb County (ovest)